# Matsushimomyces indicus
Matsushimomyces indicus är en svampart som beskrevs av V.G. Rao & Varghese 1979. Matsushimomyces indicus ingår i släktet Matsushimomyces, divisionen sporsäcksvampar och riket svampar.   Inga underarter finns listade i Catalogue of Life.